# April (pevka)
April (pravo ime: Špela Papež), slovenska pop pevka, * 1. november 1989.
Na slovenski glasbeni sceni je debitirala leta 2010 s pesmijo "Sam boš šel domov". Prihodnje leto je s pesmijo "Ladadidej" nastopila na Emi in se uvrstila v superfinale, v katerem je zasedla drugo mesto. Leta 2013 se je udeležila črnogorskega festivala Sunčane skale s pesmijo "Paše mi" (19. mesto). Delala je pod okriljem Marjetke in Aleša Vovka.
Prihaja iz Domžal. Leta 2014 se je poročila, leto kasneje je dobila otroka.

### Diskografija
- Sam boš šel domov (2010)
- Ne bi (2010)
- Ladadidej (2011)
- I'd Like to (My FB Song) / Ujeta na netu (2011/2012)
- It's Summertime (2012) − Ramus ft. April
- Nekaj v zraku (2012) – Tangels ft. Nika Zorjan in April
- Paše mi (2013)